# 牛尿

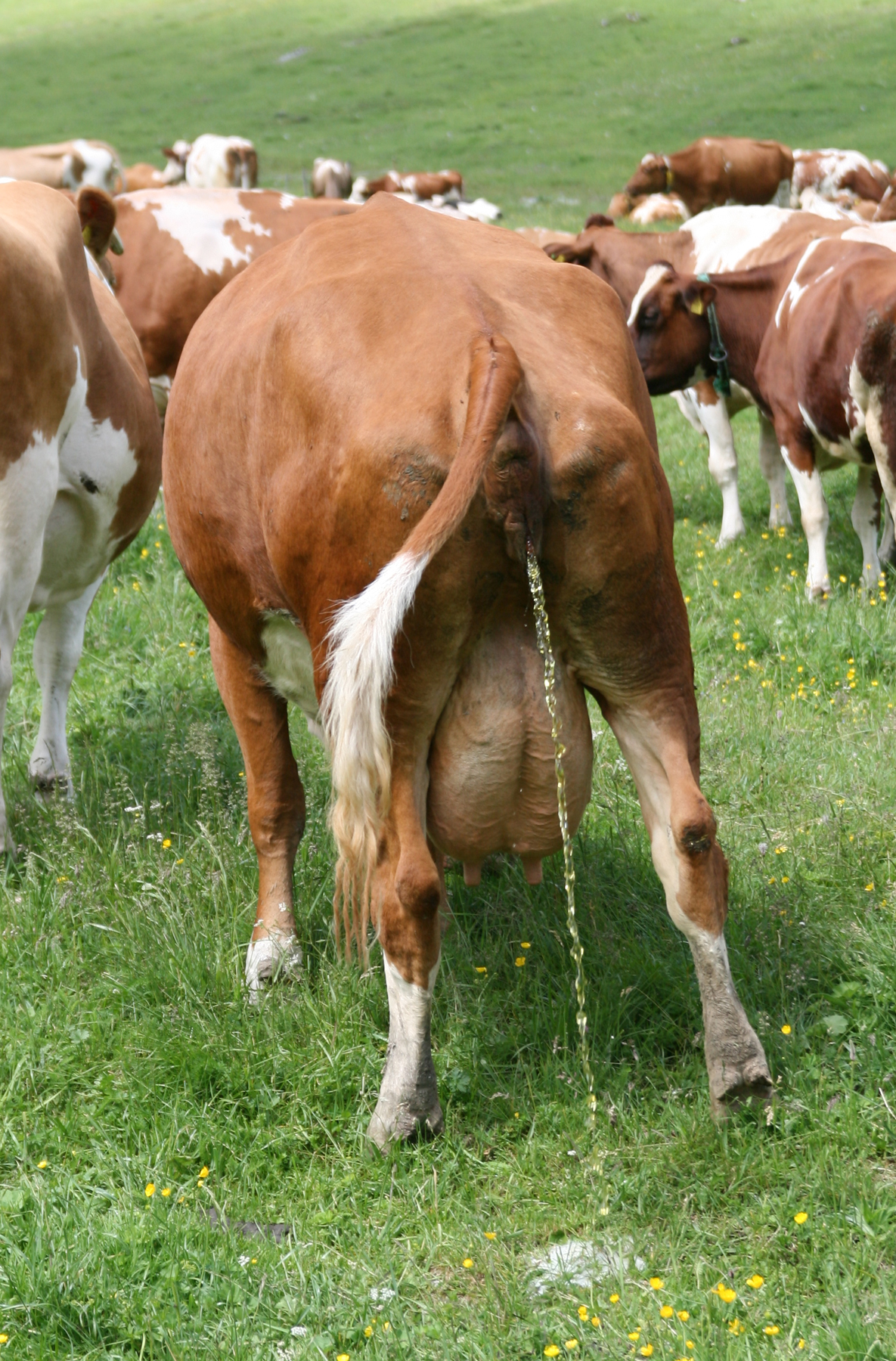
奶牛正在排出牛尿

牛尿是奶牛新陈代谢時所產生的一种液体（尿液）。在印度、缅甸、尼泊尔和尼日利亚，廠家在制药時會用到牛尿。此外牛尿和牛粪也可以作為肥料。另有人認為牛尿能治疗疾病、癌症和防治COVID-19，但此说法没有科学依据。